# Гонгадзе Георгій Русланович
Гео́ргій (Гія) Русла́нович Гонга́дзе (груз. გიორგი  ღონღაძე; 21 травня 1969, Тбілісі, Грузинська РСР, СРСР — 17 вересня 2000, Таращанський район, Київська область, Україна) — український громадський діяч, опозиційний журналіст, радіо та телеведучий, кінорежисер та перекладач грузинського походження, відомий своїми критичними антивладними виступами. Герой України (2005, посмертно).
Засновник та перший головний редактор інтернет-газети «Українська правда».
Вбивство Гонгадзе викликало широкий резонанс в Україні та за її межами, особливо після «касетного скандалу», та вважається однією з найгучніших кримінальних справ сучасної України. За найпоширенішою версією, до захоплення та вбивства журналіста причетні високопосадовці, наближені безпосередньо до Леоніда Кучми, який нібито особисто віддавав накази щодо викрадення Гонгадзе.
Останною людиною, що бачила Гонгадзе живим, була його колега, і співзасновниця Української Правди — Олена Притула, з якою в Гонгадзе був роман з 1997 р. (зі слів самої Притули).

## Життєпис
Батько Георгія, Руслан Гонгадзе, народився в Грузії, але мав складне етнічне походження (його батько був грузином, головним санітарним лікарем району, а мати — француженкою за батьком і німкенею за матір'ю; народилася вона в Парижі).
Руслан Гонгадзе закінчив факультет архітектури Тбіліського університету, але знайшов своє покликання в кіно, став відомим грузинським кінорежисером-документалістом (згодом навчив працювати з кінокамерою і сина), вирізнявся активною громадянською позицією та симпатією до дисидентського руху.
Мати Георгія — корінна львів'янка Леся Гонгадзе (Корчак) (її батько Теодор Корчак був першим радіотехніком у Західній Україні). Медик за фахом. У 1968 р. одружилась з Русланом Гонгадзе. З 1969 р. до середини 1990-х рр. мешкала у Тбілісі.
Згодом подружжя Гонгадзе розлучилося.
Народився 21 травня 1969 р. в Тбілісі. Як розповідала Леся Гонгадзе в одному з інтерв'ю, того дня в неї народилися двійнята, але одну дитину викрали:
| Я чудово пам'ятаю сам момент їх народження і те, як вони плакали на руках у медсестри. Пологи були дуже важкі, і коли я отямилася після наркозу, то побачила на зап'ястку лише одну бирку. В медичну картку також було вписано лише одну дитину. Чоловікові спочатку повідомили про народження двійні, а потім сказали, що одне з них померло. Жодних документів — ні про народження, ні про смерть другого мого малюка — у справі не було. Я вимагала повернути його мені чи показати тіло, але так нічого і не домоглася. Жінка-головлікар попросту вигнала мене з лікарні… А через рік її засудили. Стаття в газеті про цей процес називалася «Вовки» в білих халатах“. Але дитину мені так і не повернули. Через 3 роки новий головлікар показав мені документи, що дитина померла. Але тоді, в 1968-му, жодних записів про смерть у документах пологового будинку не було. |
У школі Гія вчився добре. Крім навчання, займався танцями, малюванням і спортом. Мав хороші результати у плаванні та легкій атлетиці.
У 1987 р. почав навчатися на вечірньому відділенні Тбіліського державного інституту іноземних мов, одночасно працював та займався спортом.
У 1987—1989 рр. проходив службу в Афганістані. Після демобілізації повертається до Тбілісі, збуреного кривавим придушенням масових протестів у квітні 1989 р. За прикладом батька (лідера однієї з націонал-демократичних партій) поринає у суспільно-політичну роботу; очолює інформаційний відділ Народного фронту Грузії.
Восени 1989 року переїхав до Львова, перевівся на факультет іноземних мов Львівського національного університету ім. І.Франка, активно включався у громадсько-політичне життя міста (НРУ, Студентське Братство), створив тут Грузинський культурний центр Багратіоні. Одружився зі львів'янкою Мар'яною Стеценко, але цей шлюб тривав недовго. Протягом того часу вони викладали разом у львівській середній школі № 37 (спогади учнів [Архівовано 24 червня 2019 у Wayback Machine.]).
У цей час президент Грузії Звіад Гамсахурдіа фактично встановив у країні диктаторський режим, починав гоніння політичних опонентів, до числа яких (як «ворог народу» № 28) потрапив і Руслан Гонгадзе. Коли на межі 1991 і 1992 рр. у Тбілісі почалось антизвіадистське повстання, Георгій повернувся на батьківщину й приєднався до повстанців; брав участь у громадянській війні в Грузії, як журналіст працював в Абхазії та Осетії, дістав поранення в Сухумі. 1993—1994 — був головним режисером творчого об'єднання «Центр Європи» (на Львівському телебаченні виходить його програма «Монітор»), співпрацює з газетою «Пост-Поступ». У 1993 р. закінчив вищі студії у Львівському національному університеті імені Івана Франка.
У 1993 р. (невдовзі після смерті батька) Георгій прибув до Грузії з наміром зняти документальний фільм про війну в Абхазії. Потрапивши на лінію фронту, відклав вбік кінокамеру і взяв до рук зброю. Під час одного з обстрілів був тяжко поранений (згодом лікарі нарахували 26 осколкових ран; деякі осколки залишилися в тілі назавжди, зокрема в лівій руці). Пораненого Гію літаком під зенітним обстрілом вивезли з оточеного Сухумі за кілька днів до падіння міста.

Георгій Гонгадзе — ведучий телепрограми «Вікна-Плюс», 1997 р.

Створив документальні фільми «Біль землі» (1993), «Тіні війни» (1994), «Колиска» (1995), «Охоронці мрії» (1996) (деякі з них у той час демонструвалися в ефірі Українського телебачення).
Після перемоги повстання знову з'явився у Львові, почав займатися кінодокументалістикою, познайомився зі студенткою юрфаку ЛНУ Мирославою Петришин, яка у 1995 році стала його дружиною (1997 року в них народилося доньки-близнята Нонна та Соломія (Нані і Саломе)).
1995 року Георгій і Мирослава переїздять до Києва, починають працювати на телебаченні (ММЦ «Інтерньюз», програма «Параграф» (1995—1997 рр.).
У 1996—1997 роках Георгій працює ведучим телепрограми «Вікна-Плюс» (СТБ), «Вікна-Новини».
За свідченнями ЗМІ, Гонгадзе з 1997 року перебував у позашлюбних романтичних стосунках з Оленою Притулою.
Початок 1998 р. — ведучий програми «Моє» (телерадіокомпанія «Гравіс»)
1999 року працював прес-секретарем у штабі кандидата в президенти України, лідера ПСПУ Наталії Вітренко.
З 1 жовтня 1999 року (під час президентської виборчої кампанії) почав вести щоденну інформаційну програму «Перший тур з Георгієм Гонгадзе» у прямому ефірі радіостанції «Континент». Невдовзі почалися телефонні дзвінки з погрозами на адресу керівництва радіостанції.
Червень 2000 року Гонгадзе бере участь у виборчій кампанії Володимира Ваховського, який балотувався на пост міського голови Вінниці (Ваховський вибори виграв).

### «Українська правда»
17 квітня 2000 року в інтернеті з'явилося видання «Українська правда», засноване та редаговане Георгієм Гонгадзе. У ньому, серед багатьох інших, публікувалися матеріали щодо Леоніда Кучми та його оточення.
Олена Притула, заступник Георгія по «УП» так згадувала про початок проєкту (Факти, 20.12.2000):
| Ми познайомилися три роки тому. Він тоді працював у Центрі журналістських розслідувань. Ідея «Української правди» народилася в грудні минулого року в… Вашингтоні. Тоді ми з Георгієм повезли в США листа, підписаного 60 українськими журналістами, — про те, як в Україні душиться свобода слова. Ми зустрічалися з представниками української діаспори й американськими конгресменами. Саме в той час в Україні відбулася зміна уряду. Але, «понишпоривши» цілий день в Інтернеті, ми не змогли знайти жодних подробиць про цю подію. Ось тоді й з'явилася думка про необхідність української новинарської газети в Інтернеті. До Георгія звернулися певні люди, які заявили, що готові дати гроші під наш проект. Купили комп'ютери, обладнали приміщення. При цьому жодних конкретних вимог до нас вони не висували… Георгій називав цю людину Петровичем, більше я нічого не знаю… Завданням Георгія було здобування грошей, налагоджування контактів і прямі репортажі з парламенту, а я займалася лише редакторською роботою. Частину публікацій ми брали з «Граней», в тому числі опублікували статтю Т. Коробової, де вона в досить різкій формі висловилась про діяльність і навіть особисте життя Марчука. Через декілька днів прийшли люди від Петровича і забрали всю техніку… Ми залишилися зовсім без грошей з парою власних стареньких комп'ютерів. Треба було щось вигадати. Георгію вдалося підзаробити на виборах мера Вінниці, і на ці гроші ми купили ще комп'ютери і розрахувалися з людьми по зарплаті. Потім Ґія позичив у якомусь банку 1000 доларів. А ближче до осені я зібралася продати свою сімферопольську квартиру — цих грошей вистачило би ще на пару місяців. |
15 вересня 2000 року заснував україномовний спортивний сайт Champion.com.ua, який був частиною «УП».
На той час Інтернет ще не був популярним видом медіа. Тому, за словами О.Притули, на початку вересня 2000 р. (перед зникненням Георгія Гонгадзе) сервер «УП» щодня відвідувало лише 3 тисячі користувачів, і лише після початку «касетного скандалу» популярність видання неймовірно зросла (19 грудня 2000 року було зафіксовано 80 тисяч відвідувачів).

### Стеження за Гонгадзе
Як повідомляв сам Георгій, наприкінці червня 2000 року за ним було влаштовано зовнішнє спостереження. Зокрема, невідомі особи супроводжували журналіста на автомобілі «Жигулі». Цей автомобіль вранці очікував Георгія поблизу його будинку, а ввечері — біля роботи. Стеження Георгій помітив сам.
14 липня 2000 року Георгій Гонгадзе офіційно звернувся з листом до Генерального прокурора України Михайла Потебенька, у якому виклав факти щодо стеження за ним працівників міліції та невідомих осіб.
Прокуратура надіслала звернення журналіста до Головного управління внутрішніх справ міста Києва, яке й встановило, що машина, з якої велося спостереження за журналістом Георгієм Гонгадзе, мала номери, рік тому зняті з реєстрації. Загалом, прокуратура відреагувала на звернення журналіста формально.

### Зникнення

Плакат з зображенням профілю голови журналіста Георгія Гонгадзе

Близько 22:30 вечора 16 вересня 2000 року Георгій Гонгадзе вийшов із квартири Олени Притули, головної редакторки цієї газети, і зник. Притула бачила його останнім близько 22:30, коли він йшов до своєї сім'ї — дружини та дітей. Після цього його більше не бачили. Після того як Гонгадзе не прийшов до своєї дружини і дітей, Олена Притула і колега по Українській Правді — Костянтин Аланія, зробили численні спроби його розшукати, дзвонячи його друзям, лікарням та міліції. За словами Аланії, Мирослава Гонгадзе не здавалася схвильованою через відсутність її чоловіка і навіть виглядала дещо роздратованою, оскільки, як вважав Аланія, це могло бути пов'язано з тим, що Мирослава підозрювала Гонгадзе у тому, що він того вечора повертався від Притули, а не з офісу «Української Правди».
Зникнення Г. Гонгадзе викликало велике занепокоєння не лише у його родичів і друзів, а й серед політиків і журналістів.
2 листопада в лісі біля Таращі було знайдено безголовий труп. Дружина і друзі впізнали у ньому Георгія (зокрема, у знайденому тілі знайшли осколки — саме в тих місцях, що були й в Гонгадзе). Але остаточного висновку експертиза ще не зробила.
Керівництво МВС та СБУ, що мали безпосередній стосунок до зникнення Георгія Гонгадзе, намагалися всіляко заплутати хід розслідування, слідство спеціально затягували. Через інтриги спецслужби й монополію державної влади на слідство з судочинством, юристам вдалося домогтися розсекречення тільки половини справи Георгія Гонгадзе: СБУ повністю розсекретила свою частину матеріалів у цій справі; МВС розсекретило більшу частину матеріалів, а меншу частина вважає такою, що не підлягає розсекреченню; Генпрокуратура, переглянувши гриф секретності 227 матеріальних носіїв, розсекретила 103 документи, а 91 документ перевела в режим «для службового користування».

### Поховання
22 березня 2016 року тіло Георгія Гонгадзе поховали у дворі церкви Миколи Набережного на Подолі в Києві після проведення траурної церемонії. Відомо, що він сам був прихожанином цієї церкви. Міністерство культури України не давало дозволу на поховання тіла Георгія Гонгадзе на території церкви Миколи Чудотворця Набережного.

## Особисте життя
Восени 1989 року переїхав до Львова та одружився зі львів'янкою Мар'яною Стеценко, однак шлюб тривав недовго (спогади учнів [Архівовано 24 червня 2019 у Wayback Machine.]).
У 1995 році одружився зі студенткою юрфаку ЛНУ Мирославою Петришин. У 1997 році в них народилося доньки-близнята Нонна та Соломія (Нані і Саломе).
У 1997 році зав'язав роман з журналісткою Оленою Притулою, з якою згодом створив інтернет-видання «Українська правда». Роман з Оленою Притулою тривав до самої смерті Гонгадзе. Про позашлюбні стосунки було відомо дружині Мирославі, а також їхнім спільним друзям. Зокрема, Притула підтвердила, що її стосунки з Гонгадзе були романтичними, починаючи з 1997 року, і вони часто проводили разом час, зазвичай на її квартирі до пізньої ночі. Мирослава зазначала, що відносини її чоловіка та Притули були «особливими».

## «Касетний скандал»
Восени 2000 року в Україні вибухнув касетний скандал після оприлюднення «плівок Мельниченка», які свідчили про причетність тодішнього Президента України Л. Кучми та ряду інших високопосадовців та політиків до вбивства журналіста Г. Гонгадзе.
28 листопада 2000 року, через два місяці після зникнення Гонгадзе, Олександр Мороз поінформував Парламент і журналістів про те, що він володіє таємними записами розмов Президента Л. Кучми та високопоставлених урядових чиновників, які проливають світло на вбивство Гонгадзе. За словами Мороза, в бесідах, записаних співробітником Служби Охорони Президента Миколою Мельниченком, беруть участь Кучма та його найближчі помічники — Глава Адміністрації Президента Володимир Литвин, Міністр внутрішніх справ Юрій Кравченко та керівник СБУ Л. Деркач, які обговорюють діяльність Гонгадзе і вирішують, як з ним бути. На думку О. Мороза та деяких інших членів Парламенту, ці бесіди дають підставу вважати, що Президент певним чином причетний до зникнення Г. Гонгадзе.

## Резонанс в Україні та світі
Зникнення та вбивство Георгія Гонгадзе викликало широкий резонанс в Україні та за кордоном. Так, в Україні із акцій протесту проти зникнення та вбивства Гії почались широкомасштабні протестні дії, відомі під назвою Україна без Кучми. Протестувальники звинувачували тодішнього президента Леоніда Кучму та його найближче оточення у зникненні журналіста і вимагали відставки Кучми та його найближчого оточення.

## Справа Гонгадзе та судовий розгляд
4 березня 2005 року з двома кульовими отворами в голові був знайдений генерал міліції і колишній міністр внутрішніх справ Юрій Кравченко, який підозрювався в організації вбивства Георгія Гонгадзе. Напередодні Генеральний прокурор Святослав Піскун публічно через ЗМІ оголосив про допит генерала. Допит було призначено саме на 4 березня. Смерть генерала була названа самогубством.
15 березня 2008 року Апеляційний суд міста Києва визнав винними трьох колишніх співробітників Департаменту зовнішнього спостереження та кримінальної розвідки Міністерства внутрішніх справ України у скоєні вбивства журналіста Георгія Гонгадзе і призначив їм покарання у вигляді позбавлення волі строком від 12 до 13 років. Обвинуваченим офіцерам міліції Миколі Протасову суд призначив покарання у вигляді 13 років позбавлення волі, Олександру Поповичу і Валерію Костенку — по 12 років позбавлення волі, а також позбавив їх офіцерських звань.
Зібрав докази про причетність Пукача до вбивства Гонгадзе і брав участь в його арешті слідчий Юрій Столярчук, який входив в слідчо-оперативну групу з розслідування цього резонансного вбивства. 21 липня 2009 року Пукача було затримано і доправлено до Києва.
7 вересня 2010 року керівник слідчої групи Генпрокуратури в справі Гонгадзе Олександр Харченко виніс остаточну постанову про притягнення Пукача до кримінальної відповідальності. У постанові слідчого наведено подробиці, де і коли Кравченко розпорядився убити засновника «Української правди». «Приблизно 13—14 вересня 2000 року у своєму службовому кабінеті в місті Києві на вулиці Богомольця, 10 міністр внутрішніх справ Кравченко Ю. Ф. усно віддав начальнику Головного управління кримінального розшуку МВС України Пукачу О. П. явно злочинний наказ — вбити журналіста Гонгадзе Г. Р. для припинення у такий спосіб журналістської діяльності». За свідченнями Пукача про вбивство Гії знали також Леонід Кучма та Володимир Литвин.
У грудні 2010 року завершене розслідування кримінальної справи зі звинувачення О. Пукача в убивстві Гонгадзе. При цьому з О. Пукача були зняті звинувачення у вчиненні цього вбивства на замовлення. Згідно з пред'явленими звинуваченнями, О. Пукач вчинив вбивство журналіста через особисті мотиви.
21 березня 2011 року Генеральна прокуратура України порушила кримінальну справу проти Президента України (1994—2005 рр.) Леоніда Кучми у рамках справи про вбивство журналіста Георгія Гонгадзе.
30 серпня 2011 року під час судового засідання Олексій Пукач зізнався, що власноруч убив Георгія Гонгадзе, однак не визнає своєї провини в знищенні документів зовнішнього спостереження за Гонгадзе в 2003 році. За його словами, це робили підлеглі під час його відпустки.
Під час цього ж судового засідання Пукач назвав замовників вбивства. За його словами, ними були Леонід Кучма, Володимир Литвин та Юрій Кравченко.
29 січня 2013 року колишній начальник головного управління кримінального розшуку МВС Олексій Пукач за вбивство Георгія Гонгадзе засуджений до довічного ув'язнення з конфіскацією майна і забороною займати державні посади.
На початку 2016 року вирок Пукачу залишено в силі Апеляційним судом.
У березні 2015 року в колонії помер один з викрадачів Гонгадзе, Микола Протасов.

## Пам'ять

Стенд з інформацією про Гію Гонгадзе в Музеї новин у Вашингтоні, США

Указом Президента України В. А. Ющенка від 23 серпня 2005 року за самовіддане служіння українському народові, громадянську мужність, виявлену у відстоюванні ідеалів демократії та свободи слова, вірність журналістській справі Георгію Гонгадзе присвоєно звання Герой України з удостоєнням ордена Держави (посмертно). Нагородні атрибути звання Герой України (орден Держави та мініатюру ордена, Грамоту про присвоєння звання Герой України) передав вдові загиблого журналіста Георгія Гонгадзе Мирославі Президент України П. О. Порошенко 21 березня 2016 року.
У грудні 2008 року в Києві встановлено пам'ятник Георгію Гонгадзе та загиблим при виконанні службових обов'язків журналістам у сквері на Великій Васильківській вулиці, 115—121. Дерево заввишки 7 м та фігура заввишки 3 м виготовлені з бронзи. Загальна висота пам'ятника із цоколем становить 8,5 м.
На його честь названо проспект у Києві, вулиці в різних містах України.
У Музеї новин у Вашингтоні, США, у залі Меморіалу загиблим журналістам на скляній стіні викарбувано ім'я Гії разом з іменами ще п'яти полеглих українських журналістів (станом на осінь 2012 року).
1 червня 2013 року набрало чинності рішення міської ради Луцька про перейменування вулиці Лазо на вулицю Георгія Гонгадзе.
Щорічно 16 вересня друзі Георгія, журналісти, громадські та правозахисні організації вшановують його пам'ять. Пам'ять як і про людину, так і символ свободи і правди.
У Дрогобичі, завдяки старанням Юрія Мацюрака, встановлено меморіальну дошку на будинку (вул. Юрія Дрогобича, 2), де колись працював Георгій Гонгадзе.
16-ого вересня 2024 року на Контрактовій площі в Києві було відкрито тимчасову алею пам'яті Георгія Гонгадзе та проведено меморіальну акцію з приводу річниці зникнення журналіста.